# 영주제일고등학교
영주제일고등학교(榮州第一高等學校)는 대한민국 경상북도 영주시 가흥동에 있는 공립 고등학교이다.
영주제일고등학교는 자율형 공립 고등학교라고 말할 수 있다.

## 학교 연혁
- 1943년 3월 3일 : 영주농업학교 설립 인가
- 1943년 5월 5일 : 영주농업학교 개교
- 1946년 9월 1일 : 영주농업중학교로 교명 변경
- 1947년 7월 21일 : 제1회 졸업
- 1951년 8월 11일 : 영주농업고등학교로 교명 변경
- 1952년 11월 15일 : 영주중학교 분리
- 1964년 12월 10일 : 영주종합고등학교로 교명 변경
- 1978년 3월 1일 : 영주공업고등학교로 교명 변경
- 2001년 3월 1일 : 영주공업고등학교와 영주중앙고등학교 통합
- 2001년 3월 1일 : 영주제일고등학교로 교명 변경
- 2003년 3월 21일 : 신축 교사(학림관, 선비관) 준공
- 2009년 8월 3일 : 선진형 교과교실제 운영학교로 선정
- 2010년 2월 25일 : 자율형 공립고로 선정
- 2010년 3월 1일 : 교육부 정책 연구학교 선진형 교과교실제 운영(2010~2012)
- 2021년 3월 1일 : 교육부 정책 연구학교 자율형 공립고 운영(2021~2025)
- 2022년 9월 1일 : 제31대 최강호 교장 취임
- 2023년 2월 3일 : 제75회 졸업생 142명 졸업(누계 28,392명)
- 2023년 3월 1일 : 교육부요청 정책 연구학교 지정(~2025.02.28)
- 2023년 3월 2일 : 입학식(신입생 155명 입학)

## 참고 자료
- 영주제일고등학교 - 한국교육학술정보원 학교알리미